# Notre père (Rumba)
Pour les articles homonymes, voir Notre Père (homonymie).
Albums de Papa Wemba
Kaka yo
(2008) Notre Père (World)
(2012)
Notre Père (Rumba) est un album de l’artiste congolais Papa Wemba avec l’orchestre Les Bana Malongi sorti en 2010.Cet album est la version rumba de l'album Notre Père.

## Liste des titres
| No  | Titre                     | Auteur                       | Durée |
| --- | ------------------------- | ---------------------------- | ----- |
| 1.  | Six Millions Ya Ba Soucis | Papa Wemba & Nathalie Makoma | 06:11 |
| 2.  | Ziguida                   | Papa Wemba                   | 06:41 |
| 3.  | Mima                      | Papa Wemba                   | 04:10 |
| 4.  | Sapologie                 | Papa Wemba & Nash            | 04:48 |
| 5.  | Kema Fumbe                | Papa Wemba                   | 07:04 |
| 6.  | As de mon Cœur            | Papa Wemba                   | 05:53 |
| 7.  | Ye Te Oh !                | Papa Wemba & Ophélie Winter  | 03:36 |
| 8.  | Thermomètre               | Papa Wemba                   | 06:37 |
| 9.  | Kebo                      | Papa Wemba                   | 06:32 |
| 10. | Philosophie Ya La Vie     | Papa Wemba                   | 07:46 |
| 11. | Mitard                    | Papa Wemba                   | 07:19 |
| 12. | Rideau Blanc              | Papa Wemba                   | 04:02 |

## Musiciens ayant participé à l’album
- Chant :
  - Alain Wemba
  - Apocalypse Ya Jean
  - Guylain Madova
  - Pathy Patcheco
  - Chabrown
  - Merveille
  - Echapéé
  - Tour Eiffel
  - Djo Le Noir
  - Archange
  - Savanet
  - 203 Pomba
  - Papa Wemba

- Animation :
  - Biscuit Des Ecoliers (Animateurs)
  - CPP Atalaku (Animateurs)
  - Bob Djamousket (Animateurs)

- Basse :
  - Tosha Mfulakanda (Basse)

- Guitares :
  - Dady Bola (Guitares Solo, Mi-Solo)
  - Zamba La Foret (Guitares Solo, Mi-Solo)
  - Costa Pinto (Guitares Rythmique)
  - Rodrigue Solo (Guitares Solo)

- Batterie :
  - Daddy Peufa (Batterie)

- Synthé :
  - Ceda Cedric (Synthé)

- Percussions :
  - Likayabu Mbonda (Congas)
  - Itshari Mbonda (Congas)

## Invités
- - Nash (Chanteuse / Rappeuse)
  - Ophélie Winter (Chanteuse)
  - Nathalie Makoma (Chanteuse)